# Tamanoir et Fourmi rouge
Tamanoir et Fourmi rouge (The Ant and the Aardvark) est une série télévisée d'animation américaine en 17 épisodes de six minutes réalisée par les studios DePatie-Freleng et diffusée du 5 mars 1969 au 16 juin 1971 en salles de cinéma, puis en syndication.
En France, la série est diffusée en 1977 dans l'émission Dorothée et ses amis sur Antenne 2 puis est régulièrement rediffusée.

## Synopsis
Un tamanoir bleu tente vainement d'attraper une fourmi rouge (souvent en aspirant avec sa trompe avec un fort bruit d’aspirateur) trop futée pour lui.

## Fiche technique
- Titre original : The Ant and the Aardvark
- Titre français : Tamanoir et Fourmi rouge
- Réalisateur : Friz Freleng, Hawley Pratt, Gerry Chiniquy, Art Davis
- Scénaristes : John W. Dunn, Irv Spector, Dave Detiege, Sid Marcus, Larz Bourne, Dale Hale
- Musique : Doug Goodwin
- Production : Friz Freleng, David H. DePatie
- Sociétés de production : DePatie-Freleng Enterprises
- Pays d'origine :  États-Unis
- Langue : anglais
- Nombre d'épisodes : 17
- Durée : 6 minutes
- Dates de première diffusion : 
  - États-Unis : 5 mars 1969
  - France : 1977

## Distribution

### Voix françaises
- Michel Gatineau : Tamanoir
- Marcelle Lajeunesse : Fourmi rouge
- Albert Augier : Voix additionnelles

### Voix originales
- John Byner : Tamanoir, Fourmi rouge
- Marvin Miller :
- Athena Lorde :

### Épisodes
1. The Ant and the Aardvark
2. Hasty But Tasty
3. The Ant from UNCLE
4. I've Got Ants in My Plans
5. Technology, Phooey
6. Never Bug an Ant
7. Dune Bug
8. Isle of Caprice
9. Scratch a Tiger
10. Odd Ant Out
11. Ants in the Pantry
12. Science Friction
13. Mumbo Jumbo
14. The Froze Nose Knows
15. Don't Hustle an Ant with Muscle
16. Rough Brunch
17. From Bed to Worse